# Bulbinella hookeri
Bulbinella hookeri là một loài thực vật có hoa trong họ Thích diệp thụ. Loài này được (Colenso ex Hook.) Cheeseman miêu tả khoa học đầu tiên năm 1906.